# Lise-Lotte Norelius
Lise-Lotte Norelius, född 28 februari 1961, är en svensk tonsättare av experimentell, elektronisk konstmusik. Hon har studerat komposition och slagverk på Kungliga Musikhögskolan i Stockholm. I hennes musik ingår ibland sampling av vardagsljud som sedan bearbetas och integreras i verket . Hon är även en av tre kvinnor som grundat gruppen Syntjuntan  som ger ut såväl musikaliska verk som arrangerar workshops där man bygger egna elektroniska instrument som kombinerar traditionellt "kvinnliga" material med elektroniska komponenter.
Lise-Lotte Norelius är uppväxt i Kungsör och flyttade till Stockholm i samband med studier på musiklinjen på Södra Latins gymnasium där hon fortsatte med fiol och slagverk och intresserade sig för olika musikgenrer, t.ex. folkmusik (svensk och afrikansk), improviserad musik, jazz och funk. Hon har sedan 80-talet spelat slagverk i bland annat Bitter Funeral Beer Band med Bengt Berger. I början av 80-talet var hon slagverkare i soul-popgruppen Donna Lee där hon spelade den då nya Roland Octapad blandat med icke-traditionella slagverk som exempelvis köksskålar av stål. Hon utvecklades vidare som slagverkare i världsmusik-gruppen Anitas Livs med bl.a. Anita Livstrand innan hon började etablera sig som elektronmusik-kompositör. Hon har därefter som soloartist gett ut flera soloskivor med egna kompositioner och CD:n Existentiell tremor (Firework Edition Records) fick priset Nutida Sound 2012 i kategorin årets bästa svenska konstmusik. Lise-Lotte Norelius medverkar även i gruppen Syntjuntan vars cd Syntjuntan (Schhh records) år 2012 prisades i kategorin "Årets experimentellt" 2012 av SOM (Sveriges Oberoende Musikproducenter).

## Kompositioner (urval)

### Elektroakustisk musik
- Grynlik (2000)
- Nightman för saxofon och live-elektronik (2000)
- Nightmen för saxofonkvartett och live-elektronik (2001)
- Lemur-Modulation för 5 slagverkare och live-elektronih (2002)
- Jymdjym för cycle exerciser och live-elektronik (2002)
- Bjupp-Bjupp (2002)
- RP-Bob (2003)
- Bleed I (2003)
- Gruvfruns goda råd (2003)
- In Sea (2003)
- Bon Voyage, ljud- och videoinstallation (2004)
- Bleed II (2005)
- Beepshow, individuella privata hörlurskonserter (2005)
- Ett skepp kommer lastat för live-elektronik (2006)
- Feed, instrumentalt stycke (2006)
- Undulate för 2 saxofoner och live-elektronik (2007)
- Sentimental Babusjka för babusjkadicka och live-elektronik (2007)
- Filosofisk improvisation för live-elektronik (2008)
- Thermos för live-elektronik (2008)
- Hudnära för gitarr och vibrator (2009)
- Snooze för väckarklockor och live-elektronik (2009)
- Atmosfärisk drill för vibratorer, flygel och live-elektronik (2011)
- DOS 5.0 för Pärlor för svin och inspelade floppy-diskar (2011)
- Floppy Pigs för flöjt, violin, cello och piano (2011)
- JDK532, piezo feedback och live-elektronik (2012)
- Tremor för vibratorer och live-elektronik (2012)
- Smyckestycke för synth (2012)
- Ticko Ticko för saxofonkvartett och elektronik (2012)
- TBE för synth jewelry, noise ball och live-elektronik (2013)
- Freezing Violin för violin och små elektroniska apparater 2013
- Mean little things II för synth jewelry, noise ball och live-elektronik (2014)
- You Are the Flower (2014)
- Angrepp för piano och elektronik (2014)
- Untitled for Three Vacuum Cleaners för slagverksensemble (2014)

## Diskografi

### Soloskivor
- 2005 – In Sea (Firework Edition Records, FER1057)
- 2012 – Existentiell Tremor (Firework Edition Records, FER1106; Schhh..., SE3JQ12005)

### Välfärdsorkestern
- 2011 – VFO (Fylkingen Records, FYCD1033)

### Syntjuntan
- 2012 – Early Years (Elektron Records, EM1015)
- 2012 – Syntjuntan (Schhh..., SE3JQ12001)